# Хлопці із дзюдо
«Хлопці із дзюдо» («Dzuudopoisid») — радянський художній фільм 1987 року, знятий режисерами Іво Еенсалу і Вірве Коппелем на Естонському телебаченні.

## Сюжет
За мотивами однойменного оповідання естонського радянського письменника Янно Пилдма. У невеликій сільській школі новий вчитель Мартін організував секцію дзюдо і залучив туди кількох хлопчаків. Осягаючи ази боротьби та знайомлячись з філософією дзюдо, хлопці починають інакше дивитися на багато речей. Але й спортивна сторона їм не менш важлива. І ось настав момент, коли хлопці вирушили до Таллінна, щоб зустрітися у товариському матчі зі своїми однолітками з дитячої спортивної школи.

## У ролях
- Ааре Яанус — Сандер
- Еркі Адлер — Марек
- Сирен Руутсоо — Гуйдо
- Вейко Кайв — Каарел
- Урмас Трейєр — близнюк
- Райдо Саар — близнюк
- Мярт Виснапуу — Мартін, вчитель
- Сільвія Лайдла — завуч
- Тене Руубель — Мааря Хейн, вчителька
- Меелі Сиит — вчителька
- Ір'я Аав — вчителька
- Керсті Крейсманн — вчителька
- Сальме Реек — Альма Попетс, похила вчителька
- Роберт Гутман — епізод
- Андрес Лутсар — тренер таллінської команди з дзюдо
- Яан Лутсар — старшокласник
- Віктор Нимм — епізод
- Ельвіра Аллікметс — епізод
- Лінда Андресте — бабуся в магазині
- Хейлі Рюнне — епізод
- Силве Калєв — епізод
- Марго Сепп — мама близнюків
- Лєхо Каріно — епізод
- Куно Кангур — епізод

## Знімальна група
- Режисери — Іво Еенсалу, Вірве Коппель
- Оператори — Ааре Варік, Андрес Кулл, Фелікс Гроссманн, Іво Юпраус
- Композитор — Ігор Гаршнек
- Художник — Лійна Куллес